# 石鹸

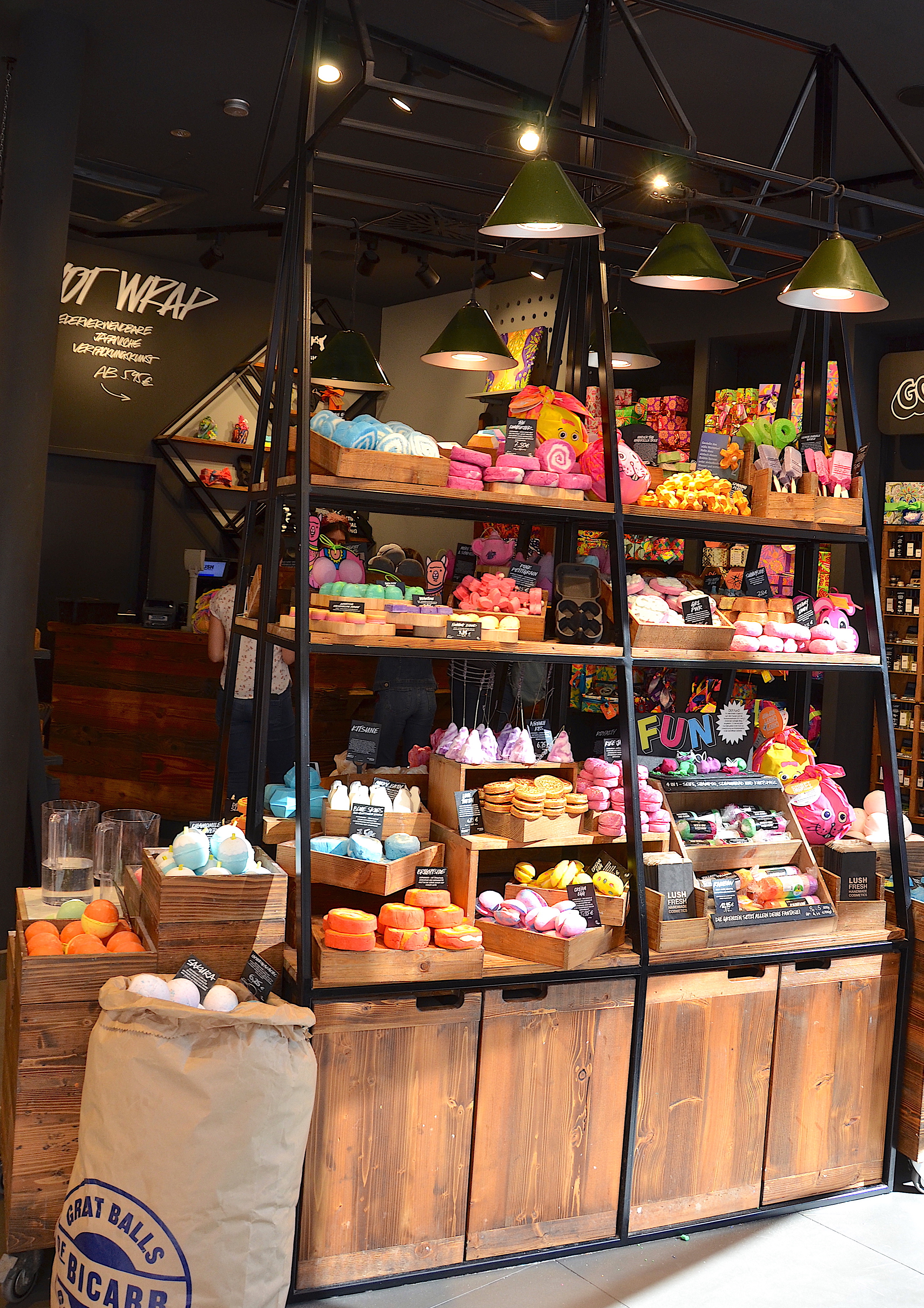
店舗に並ぶ石鹸の数々

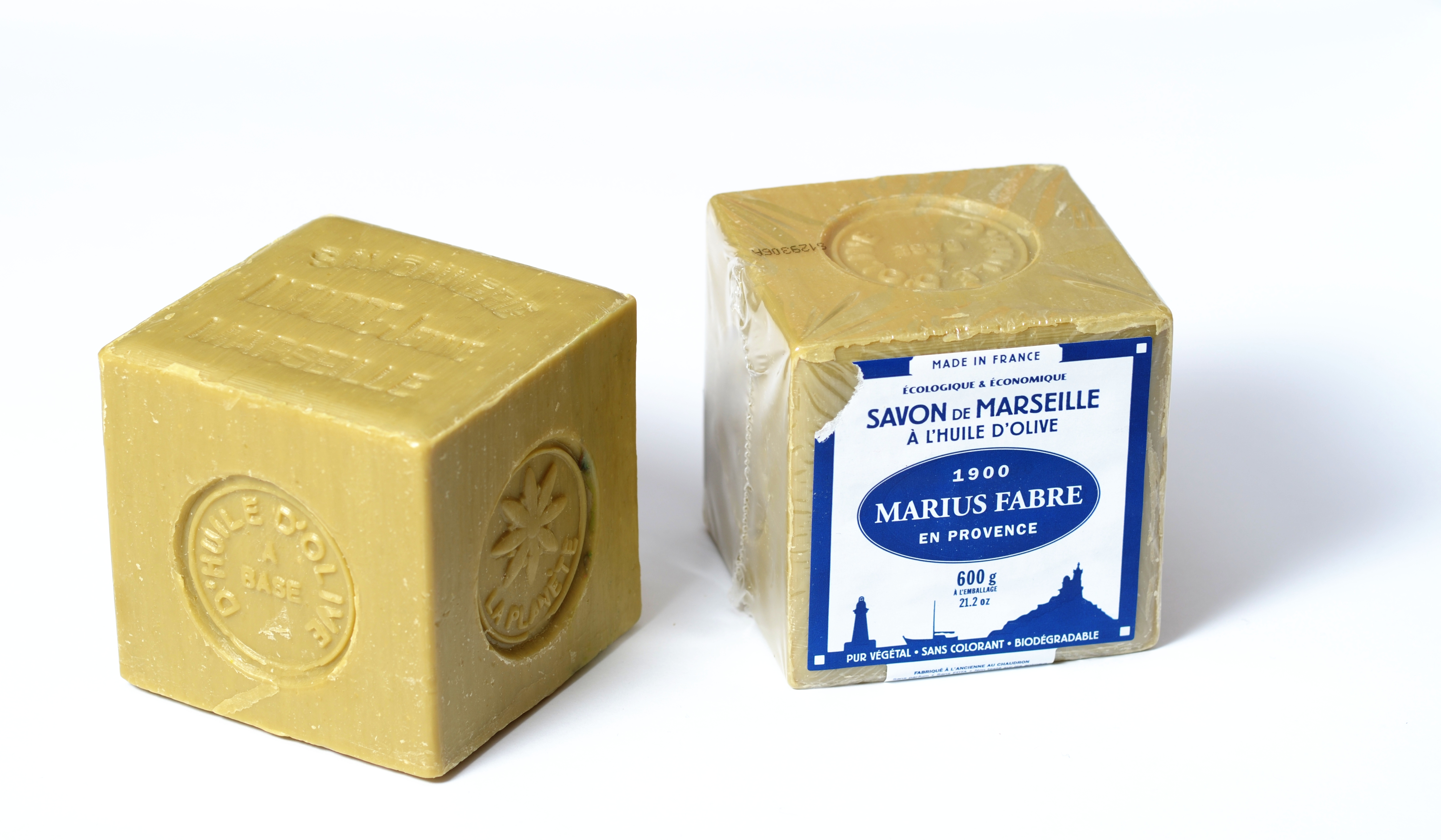
マルセイユ石鹸（サヴォン・ド・マルセイユ）

石鹸（石鹼、せっけん、シャボン、葡: sabão、西: jabón）は、化学的には長鎖脂肪酸塩のこと（化学物質の一名称）。日用品としては長鎖脂肪酸塩を含む製品をいい、界面活性剤の一種である。それぞれ広義には高級脂肪酸の塩、狭義には洗浄を主目的とする脂肪酸のアルカリ塩と定義される。表記としては「石鹸」のほかに「セッケン」や「石けん」の表記を用いているもの（規格等）もあり統一されていない。

## 概要

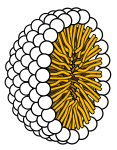
石鹸が作るミセルの構造。石鹸の分子は、その一つ一つの両端に親油基と親水基を持ち、汚れ（≒油）があると、そこに多数の石鹸の分子の親油基の側が次々と着き、結果として内側に親油基を向け外側に親水基を向けた状態で多数の分子の向きが揃い、包み込むようにして球状のミセルとなり、水とともに流れてゆく状態になる。

### 化学的意義
化学的な石鹸の定義に関しては、いくつかの説があるが、国際界面活性会議では「石鹼とは炭素原子を少なくとも8個含む脂肪酸または脂肪酸混合物の圧仮塩（無機または有機）をさす総称」と定義している。脂肪酸と強アルカリを化学的に反応させたもので、脂肪酸と水酸化ナトリウムを反応させたものは固形石鹸など、脂肪酸と水酸化カリウムを反応させたものは液体石鹸などに利用されている。
また、石鹸であるRCOONaのNa（ナトリウム）のかわりに2価または3価の金属に置き換えた石ケンを総称して金属石鹸という（リチウムは1価だが水不溶性のため金属石鹸に含める）。金属石鹸の一例としてカルシウムと結合したカルシウム塩があり、浴室にみられる石鹸かすがこれにあたる。金属石鹸は結合する金属の性質により外観や性状が大きく異なるが、工業的には金属の種類ごとに触媒や硬化剤など幅広く利用されている。一般家庭では給湯器や湯沸し器に使用されている銅管から銅（銅イオン）が溶け出し、石鹸や湯垢などの脂肪酸と反応して、青色の銅石鹸を生成することが知られている。

### 日用品
先述のように日用品としては長鎖脂肪酸塩を含む製品をいう。界面活性剤の一種であり、油を含む汚れを水に分散させる作用により洗浄能力を発揮する。なお、化学的には石鹸も界面活性剤の一種であるが、日本の家庭用品品質表示法では制定時の社会的背景を反映して「合成洗剤」と「石けん」を明確に区別している（石けん以外の界面活性剤を洗浄の主成分として30％以上使用している洗剤を「合成洗剤」とする）。
本項でいう通常の石鹸（普通石鹸という）が陰イオン界面活性剤に属するのに対し、長鎖アルキル基が陽性に荷電される陽イオン界面活性剤に属するものを逆性石鹸（陽性石鹸）という。陽イオン（カチオン）が殺菌作用に優れる一方、陰イオン（アニオン） は洗浄作用に優れている。そのため物体に付着した細菌やウイルスを物理的に洗い落とす除菌効果がある。また、細菌の細胞膜やウイルスのエンベロープを破壊するため、一部の病原体に対して消毒効果を発揮する。これらのほか陰陽両イオンに荷電しうる両性活性消毒薬に属するものに両性石鹸があり洗浄性や脱臭性を有する。
なお、金属のイオン性を利用した臭い消し製品にステンレスソープがあるが本項の石鹸とは作用原理が全く異なる。
石鹼は一般には水を溶媒として溶かして使用するものであるが、水なしで使えるよう工夫されたドライシャンプーもあり、介護や災害時、宇宙ステーションでも使用されている。
石鹸は硬水では泡立たず、石鹸かすを形成するため洗浄効果が低下する。

## 歴史

### 起源

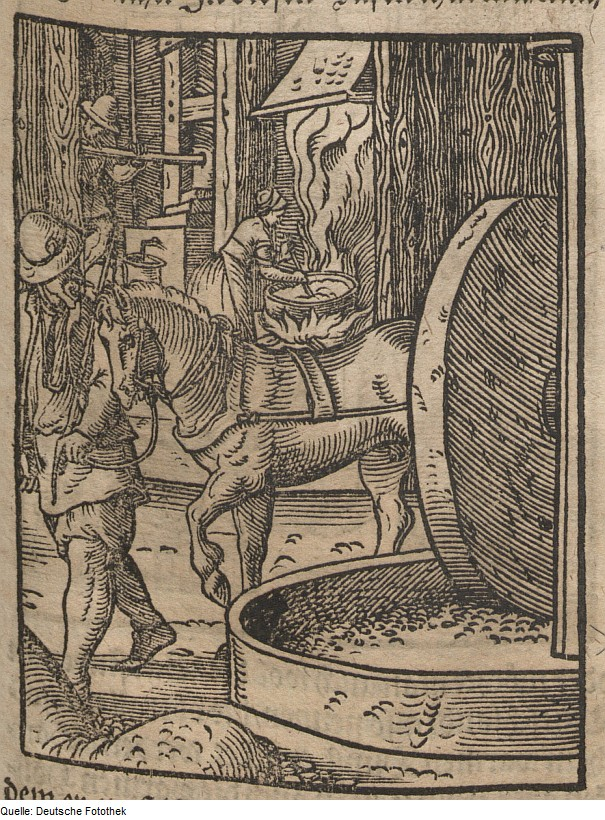
17世紀中頃の石鹸工場を描いた版画

石鹸の歴史は紀元前3000年代に始まるといわれている。古代には洗浄剤として植物灰や油が用いられ、古代シュメール人は植物灰や油を煮て石鹸を作っていた。伝説では神への供物として羊を焼いたときの脂と灰で石鹸らしきものが誕生したとされ、それが古代ローマの「サポーの丘」での出来事であり soap の語源になったとされている。中東では現在でも石鹸が地場産業となっている地域（ナーブルスやアレッポなど）がある。
8世紀頃には石鹸が家内工業で生産されるようになり、12世紀頃には海藻灰と地中海沿岸のオリーブ油を原料とする石鹸に近いものが工業生産されるようになりヨーロッパに普及した。

### 量産化
18世紀、フランス人のルブランが硫酸ナトリウムに石灰石と石炭を混合・加熱して炭酸ナトリウムを抽出するルブラン法を発明した。さらにベルギー人のソルベーが食塩水にアンモニアガスと炭酸ガスを吹き込んで重炭酸ナトリウムを製造するソルベー法を発明した（1867年に実用化）。
18世紀末には産業革命のもとで原料のアルカリ剤の大量生産が可能となったことで、石鹸も大量生産されるようになり普及した。医学の進歩ともあいまって、皮膚病や多くの経口伝染病が減少した。
19世紀にはフランス人のシュブルールが、石鹸の成分を解析し、油脂の脂肪酸と植物灰に含まれるナトリウムやカリウムが結びついて石けんができることを発見し、炭酸ナトリウムと油脂を利用して石鹸が作られるようになった。
1916年にはドイツで世界初の合成洗剤が誕生。1933年にはアメリカで世界初の家庭用合成洗剤が発売された。

### 日本
日本には安土桃山時代に西洋人により伝えられたと推測されている。
最初に石鹸を製造したのは、江戸時代の蘭学者宇田川榛斎・宇田川榕菴で、1824年（文政7年）のことである。ただし、これは医薬品としてであった。
最初に洗濯用石鹸を商業レベルで製造したのは、横浜磯子の堤磯右衛門である。
日本で一般に石鹸が普及したのは1900年代に入ってからである。
銭湯では明治10年代から使用され始め、洗濯石鹸のことを「洗い石鹸」、洗面石鹸のことを「顔石鹸」と称していた。
第二次世界大戦直前には、原料油脂の入手が困難となったことから石鹸の規格や価格の統一化が段階的に進み、結果的に1940年には各石鹸ブランドが一時的に消滅した。名称も化粧石鹸から浴用石鹸へ、さらに洗濯石鹸と統合されて家庭用石鹸となった。1943年には、ベントナイトを混入した戦時石鹸が登場。さらに翌1944年には2号石鹸としてカオリンの混入、3号石鹸として混和物を80 %まで認めた石鹸が製造された。これらは泥石鹸と呼ばれたが、戦争終結後はさらに劣悪な石鹸が流通した。

## 製法

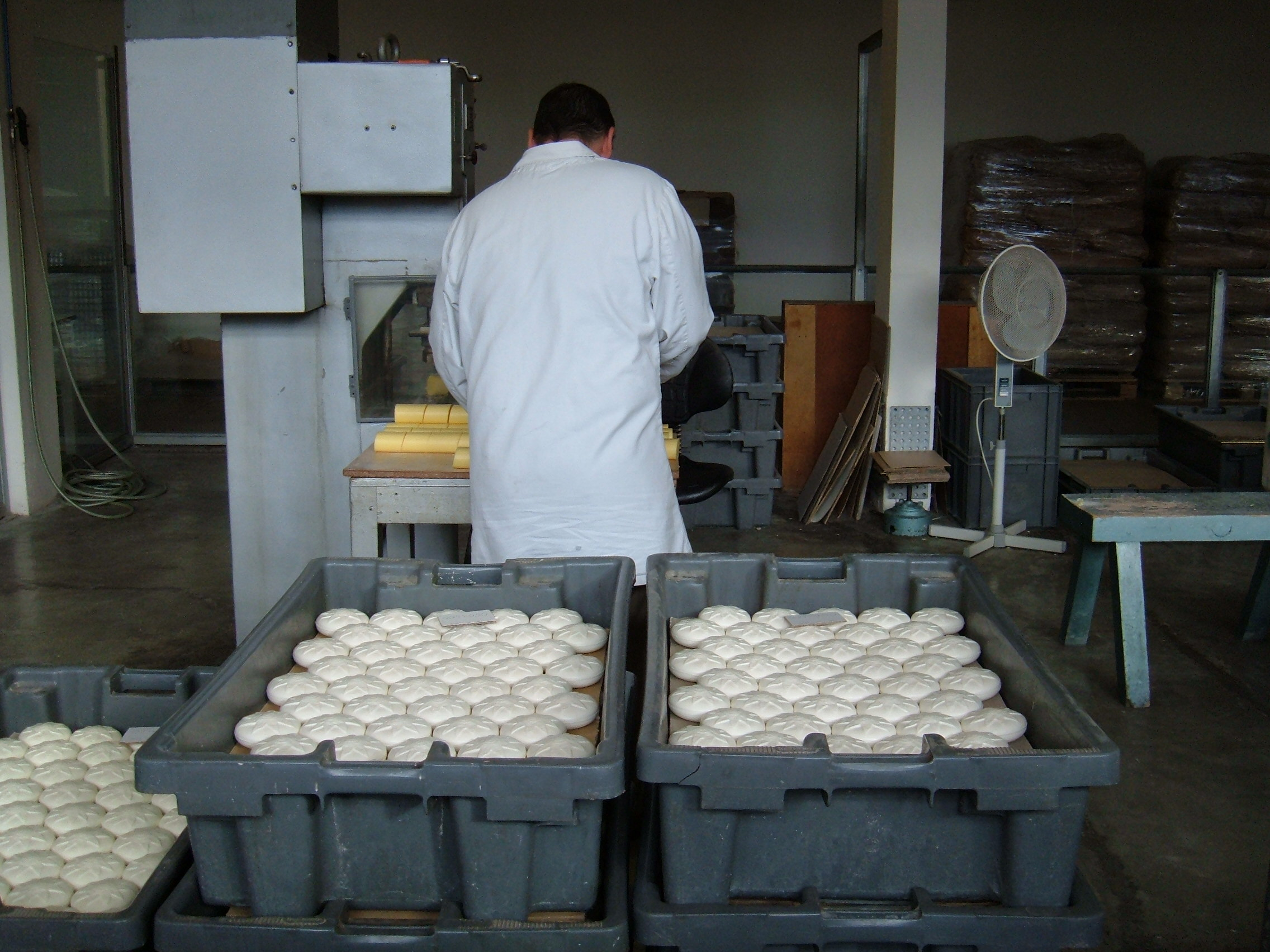
石鹸工場の現場

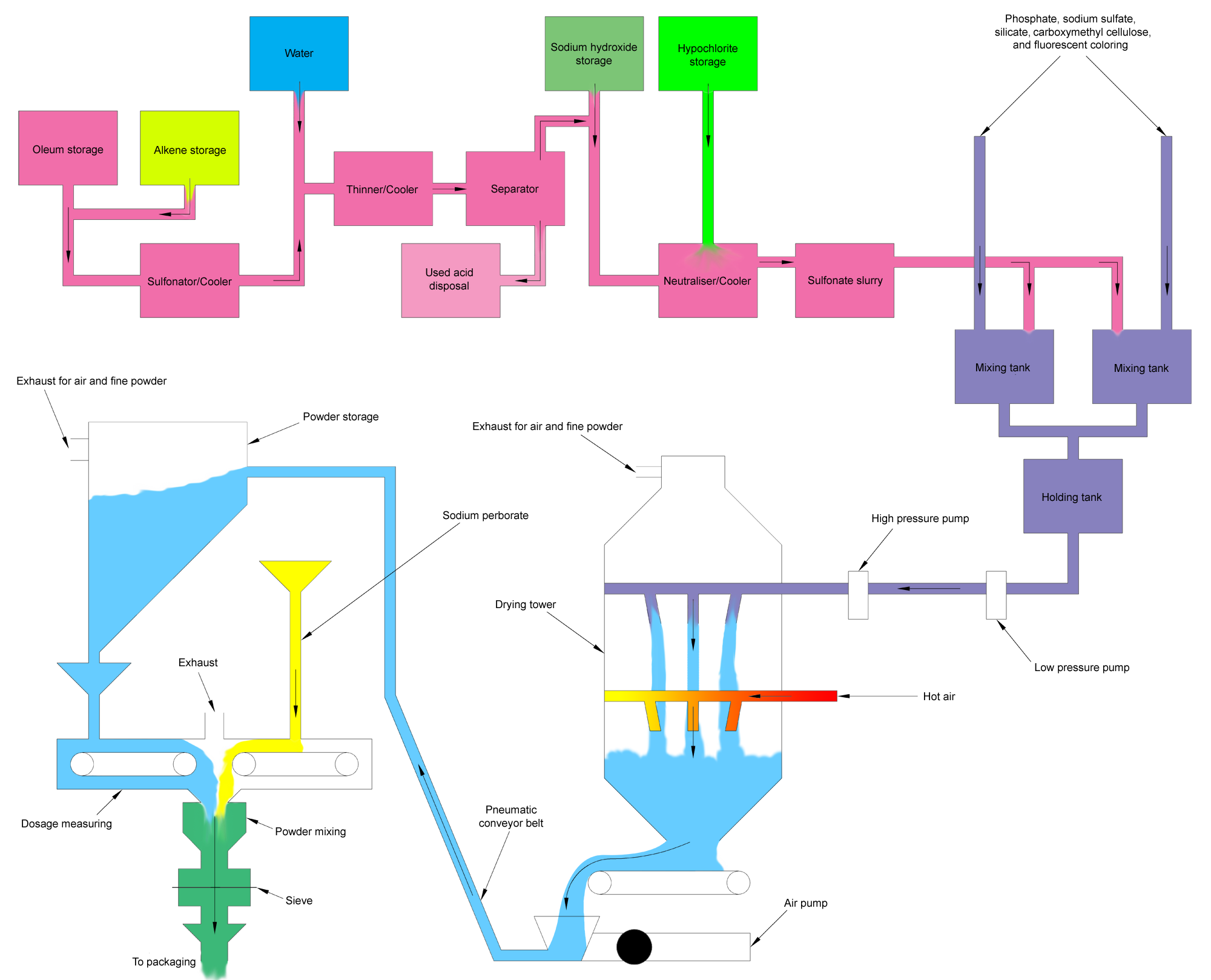
製造工程

### 原理
石鹸の製法は大きく分けて鹸化法（けん化法）と中和法に大別される。
油脂鹸化法
油脂と水酸化ナトリウムを十分混合しながら鹸化し、食塩の添加により塩析してニートソープ（石けんの素原料）とグリセリンに分離する方法。石鹸の主成分は脂肪酸塩であり、牛脂・羊脂・豚脂・硬化油・ヤシ油・綿実油などの油脂を水酸化ナトリウムなどの塩基で鹸化することによって作ることができる。
脂肪酸中和法
脂肪酸を水酸化ナトリウムで中和して石鹸に加工するものである。一般的な脂肪酸の製造方法には、1.Twitchell法、2.中圧触媒分解法、3.連続高圧分解法、4.けん化分解法、5.酵素分解法などがあるが、けん化法でない製造法をとる場合にはけん化分解法は避ける必要がある。
エステル鹸化法
油脂とメタノールを反応させてエステル交換によりメチルエステルとグリセリンを得た後、メチルエステルを水酸化ナトリウムで連続的に鹸化しながらメタノールを回収する方法。

### 工業的製法
鹸化法などによって得られたニートソープ（石鹸素地、石けん素地）を乾燥、配合、成形したものが固形石鹸である。枠練り法と機械練り法がある。
枠練り法
ニートソープ（石鹸素地）に香料などを添加し（無添加石鹼の場合は添加しない）、大きな枠に流し込んで長時間かけて冷却する。これを製品の大きさに切断して自然乾燥させ、型打ち（圧力をかけて整形）し、あるいは型打ちせずに製品としたもの。石鹸分子が大きな結晶となるため溶け崩れしにくい石鹸となる。その反面、水分が多く、保存中に石鹸が変形することがある。
機械練り法
ニートソープ（石鹸素地）をチップ状またはペレット状に細断して乾燥させた後、香料などを添加する（無添加石鹼の場合は添加しない）。これをロールでよく練り、機械で棒状に押し出して、さらに切断・型打ちして製品としたもの。水分の含有率は低く、機械で練り合わせるため石鹸の粒子が揃うため見た目がきれいな石鹸となるが、溶け崩れたりしやすい欠点がある。

### 手作り石鹸

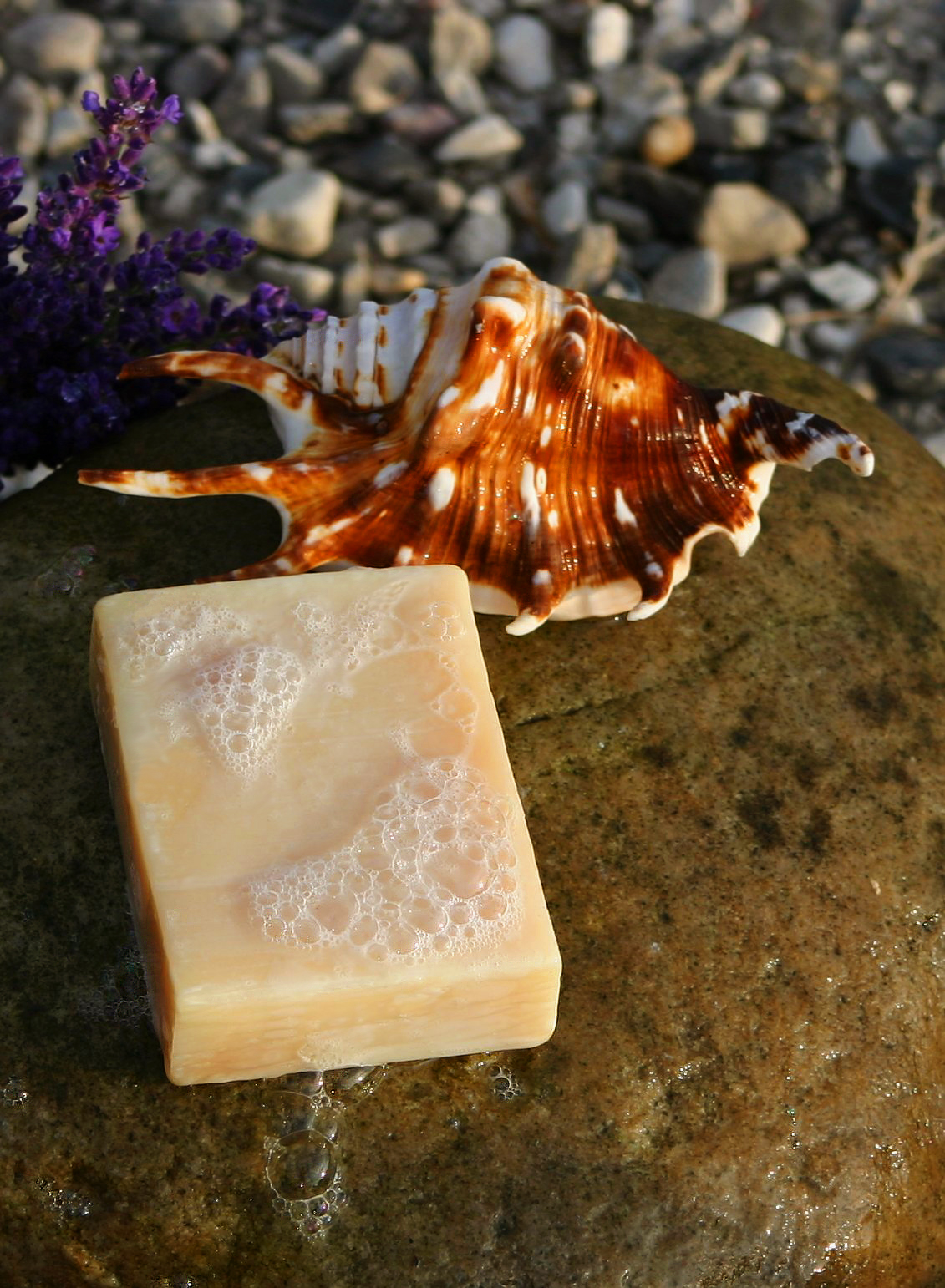
手作り石鹸

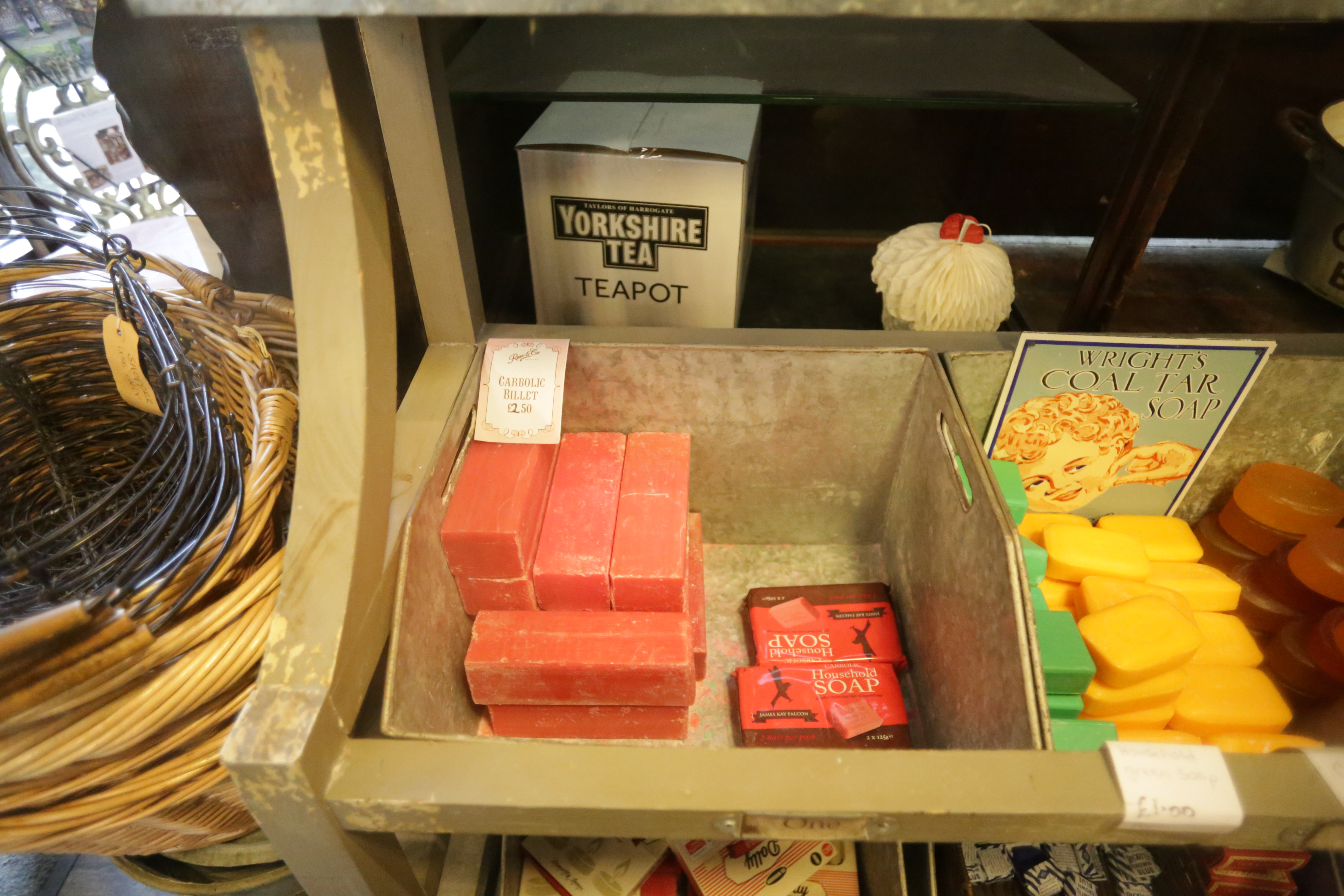
着色された手作り石鹸

鹸化法（けん化法）を利用した石鹸づくりも行うことができる。
以下に一例を記す。
材料（原料）は油脂・アルカリ剤・食塩を用意する。ただし、水酸化ナトリウム、水酸化カリウムといった高濃度の劇物を使用するため、耐熱容器と保護具（ゴム手袋、眼を護るゴーグル）は必要である。
※作業の性質上、肌荒れや化学熱傷などの危険があるため、十分な知識を得て、経験者の監督下に行うことが望ましい。
1. 反応に必要なアルカリの量を、使用する原料油脂の鹸化価と、アルカリの分子量から求める。
2. アルカリを少量の水に溶解し、原料油脂を加えて撹拌する。
3. 次第に粘度があがり、20分ほどで反応が完了する（固まらない場合、量が間違っている）
4. 2週間放置後、飽和食塩水を加えて撹拌し、分離した固形分を取り出す。
5. pH試験紙でアルカリ残留がなく石鹸のアルカリ性範囲内であることを確認する。

## 分類

### 用途による分類
日本石鹸洗剤工業会では用途による分類として、「身体用」「身体以外用」「工業用」に三分類している。また、石鹸の基本的分類として化粧石鹼、薬用石鹸、洗濯用石鹸、台所用石鹸、雑貨石鹸の5種に分けられる場合もある。
日本香料工業会の「周知慣用技術集」では、化粧石けん、透明石けん、合成石けん、薬用石けんなどに分け、前三者をトイレタリー製品、薬用石けんを薬用化粧品に分類する。

#### 身体用
- 化粧石鹸 - 身体用の固形石鹸は、一般に「化粧石鹸」と総称される[30]。これには「洗顔石鹸」「浴用石鹸」「薬用石鹸（デオドラント石鹸を含む）」などがある[30]。ただし、「洗顔石鹸」と「浴用石鹸」を総称して「化粧石鹸」と呼ぶこともある[30]。化粧石鹸に液体ものは入らない[30]。日本では化粧用石けんのように人体に直接使用するものは医薬品、医療機器等の品質、有効性及び安全性の確保等に関する法律（薬機法）の適用を受ける[1]。
- 薬用石鹸 - 薬用石鹸は化粧石鹸に殺菌剤その他特殊な薬剤を配合した、皮膚の洗浄、殺菌、消毒、防臭、皮膚炎の防止を目的とした石鹸である[32]。特に殺菌剤を配合し、菌を殺菌し消毒するものを「殺菌石鹸」（デオドラント石鹸）という[30]。薬用石鹸には固形のもの以外に液体（乳液状も含む）のものもある[30]。
  - 2016年9月、米国食品医薬品局 (FDA) トリクロサン、トリクロカルバン等19成分を含有する抗菌石けんの米国内での販売を停止する方向であると発表した[34]。これを受けて、日本厚生労働省もトリクロサン等を含む薬用石けんの成分変更を促す通知を行った[35][36]。
  - 「日本薬局方薬用石ケン」は日本薬局方に収載されている医薬品で、医療用洗浄剤、リニメント剤、坐薬の基剤、瀉下浣腸に用いる[37]。殺菌消毒用ではない。白色ないし淡黄白色の粉末または粒で、臭いがある[37]。

#### 身体以外用
- 洗濯石けん - 界面活性剤として「石けん（長鎖脂肪酸のナトリウム塩及びカリウム塩）」を用いたもので、他の界面活性剤を含まないもの[1]。粉末、固形、液体がある[1]。洗濯用合成洗剤と比較すると、耐硬水性や低温溶解性に劣るとされ、1回の使用量は多く、すすぎ時に長鎖脂肪酸（酸性石けん）を生成して衣類に付着するといった欠点がある[1]。日本の家庭用品品質表示法では、洗濯用の製品のうち、全界面活性剤に占める石けん以外の界面活性剤の含有率が30％未満のものを「（洗濯用）複合石けん」として区別する[1]。
- 台所石けん - 界面活性剤として「石けん（長鎖脂肪酸のナトリウム塩及びカリウム塩）」を用いたもので、他の界面活性剤を含まないもの[1]。粉末、固形、液体がある[1]。日本の家庭用品品質表示法では、純石けん分の含有量が、界面活性剤の総含有量の60％以上、非イオン界面活性剤が40％未満のものを「（台所用）複合石けん」として区別する[1]。

#### 工業用
工場などの機械部品についた油汚れの除去を目的とする。汚れの程度が強いため、木材粉やパーライトなどの研磨剤を含むものが多い。

### 形状による分類

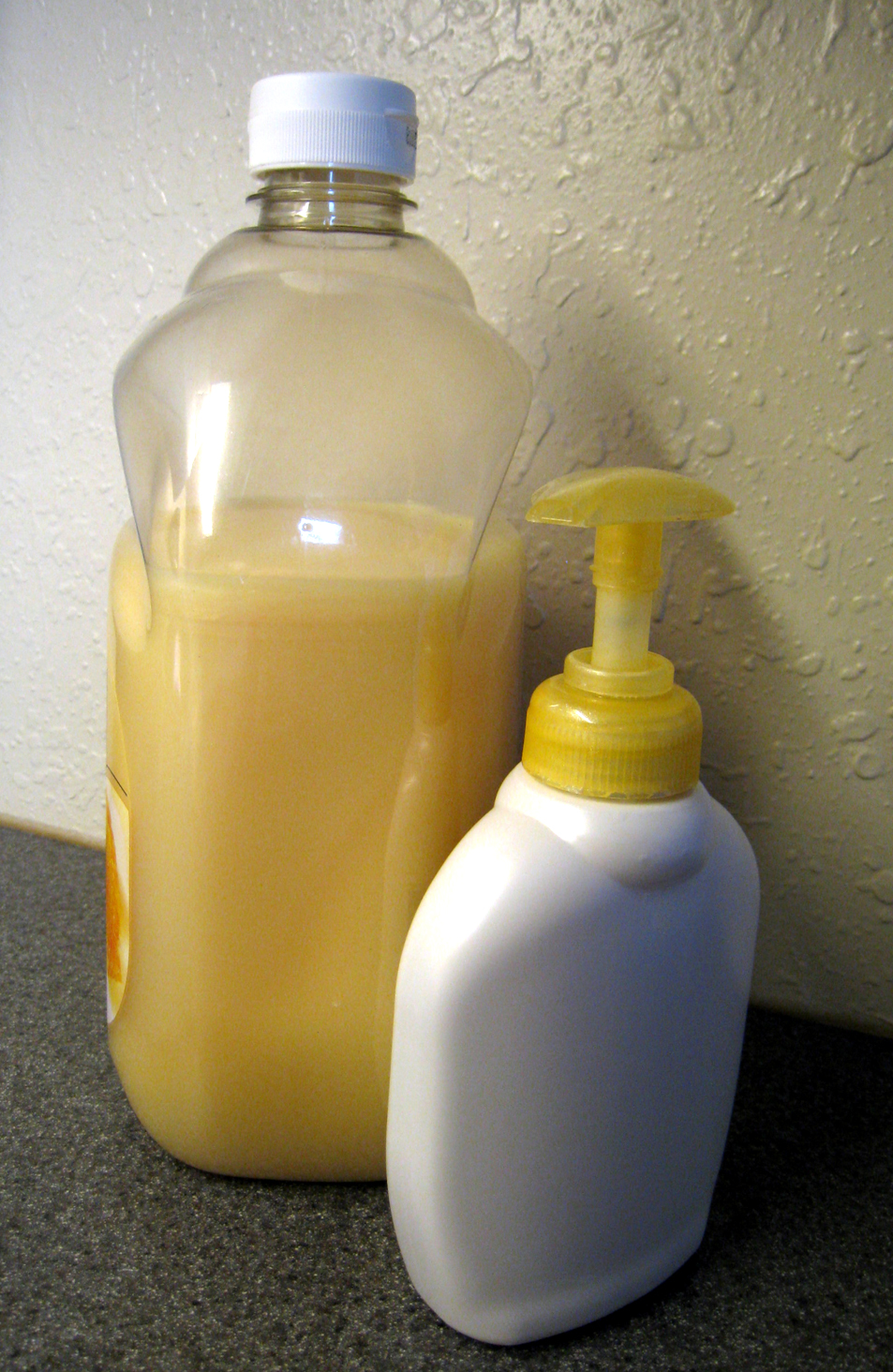
液体石鹸とレフィル（詰め替え用）

鹸化に使用するアルカリによって固まりやすさが変わるため、固形と液体は製造段階で分かれる。水酸化カリウムで鹸化したものはカリ石鹸（脂肪酸カリウム）、水酸化ナトリウムで鹸化したものはナトリウム石鹸（脂肪酸ナトリウム）と呼ばれ、カリ石鹸はナトリウム石鹸より融点が低い。

#### 固形石鹸 (Bar soap)
ナトリウム石鹸を手に収まるサイズに成形したもの。ただし、洗濯石鹸ではキログラム単位のものもある。乾燥するとひび割れることから、防湿包装される。プラスチック包装が普及するまではパラフィン紙（グラシン紙）が用いられた。

#### 紙石鹸
固形石鹸を紙のように薄く削いだもので、手洗い一回分として携帯可能である。もともとは子供向けで駄菓子屋などで売られていた。
売り上げ下火となっていたが、新型コロナウイルスの流行に伴い手指の洗浄や除菌への関心が高まり、再び注目されつつある。

#### 粉末石鹸
主に洗濯用石鹸の形状。必要量を計量しやすく、溶かしやすい。

#### 液体石鹸
常温でゼリー状から粘液状になるカリ石鹸を適度に加水したもの。ホテルなど宿泊施設では減った分だけ補充すればよい点が管理に有利なため普及している。手洗い用（ハンドソープ）と浴用（ボディソープ）があり、前者は殺菌と洗浄を、後者は香料や保湿を重視している。液状以外にゲル状、泡状（プッシュ式容器による）の製品がある。

## 成分
市販の石鹸は脂肪酸のアルカリ塩を主成分とし、洗浄補助剤として無機塩（炭酸塩・ケイ酸塩・リン酸塩など）や金属封鎖剤（キレート）、添加剤として香料や染料、グリセリン、天然油脂、ハーブ、ビタミンなどのほか保存料が加えられる製品も存在するが、無添加を謳った製品もある。
一方、脂肪酸塩以外の界面活性剤を含む製品もあり、含有量によって複合石鹸、合成洗剤、合成化粧石鹸などに区分される。

### 脂肪酸の種類
脂肪酸は、親水性のカルボキシル基に結合した親油性の炭化水素によって多くの種類があり、石鹸の性質はその親油性（炭素数が多いほど強い）により変化する。
炭素数が少ない脂肪酸で作った石鹸は、親水性が強い代わりに親油性が弱く、冷水に溶け易いが油に対する洗浄力が下がる。逆に炭素数が多いと、油汚れの洗浄力は強いが水に溶けにくい。このため、炭素数12から18のものが良く利用される。
| 脂肪酸名     | 炭素数   | 原料油脂の例               | 冷水での溶け易さ | 洗浄力 | 泡       | 皮膚刺激性 |
| ------------ | -------- | -------------------------- | ---------------- | ------ | -------- | ---------- |
| ラウリン酸   | 12       | ヤシ油、パーム核油         | 溶け易い         | やや大 | 持続性小 | 中         |
| ミリスチン酸 | 14       | ヤシ油、パーム核油         | 溶ける           | 大     | やや粗大 | 弱         |
| パルミチン酸 | 16       | パーム油、牛脂             | 溶けにくい       | 大     | 持続性大 | 弱         |
| ステアリン酸 | 18       | 牛脂                       | 溶けない         | 特大   | 泡立ち中 | 弱         |
| オレイン酸   | 18不飽和 | パーム油、牛脂、オリーブ油 | 溶け易い         | 大     | 細かい   | 微弱       |

### アルカリの種類
洗浄用途では、脂肪酸のナトリウム塩とカリウム塩が用いられる。カリウム塩はナトリウム塩より溶解性が高く、固形石鹸や粉石鹸にはナトリウム石鹸、液体石鹸にはカリウム石鹸が使われる。たとえば浴用石鹸においては日本ではほぼナトリウム石鹸であるが、ヨーロッパなど水道水の硬度の高い地域ではカリウム石鹸も浴用石鹸とされている。

### 洗浄補助剤
アルカリ剤、軟化剤、水分調整剤として炭酸塩やゼオライト、ケイ酸塩などの無機塩が使用される。粉石鹸には水分を放出する作用を持つ炭酸塩やゼオライトが、固形石鹸には水分を保つ性質を持つケイ酸塩（水ガラス）が使われる。

### 金属封鎖剤
遷移金属も脂肪酸塩と反応して石鹸かす（金属石鹸）を作るが、これらは往々にして有色である（例えば銅石鹸）。硬度成分が洗浄効果を損ねる以上に着色による支障が懸念され、これを防ぐため遷移金属と優先的に結合するキレート剤のエチドロン酸（ヒドロキシエタンジホスホン酸）塩、エデト酸（エチレンジアミン四酢酸）塩が使われる。

### 添加剤

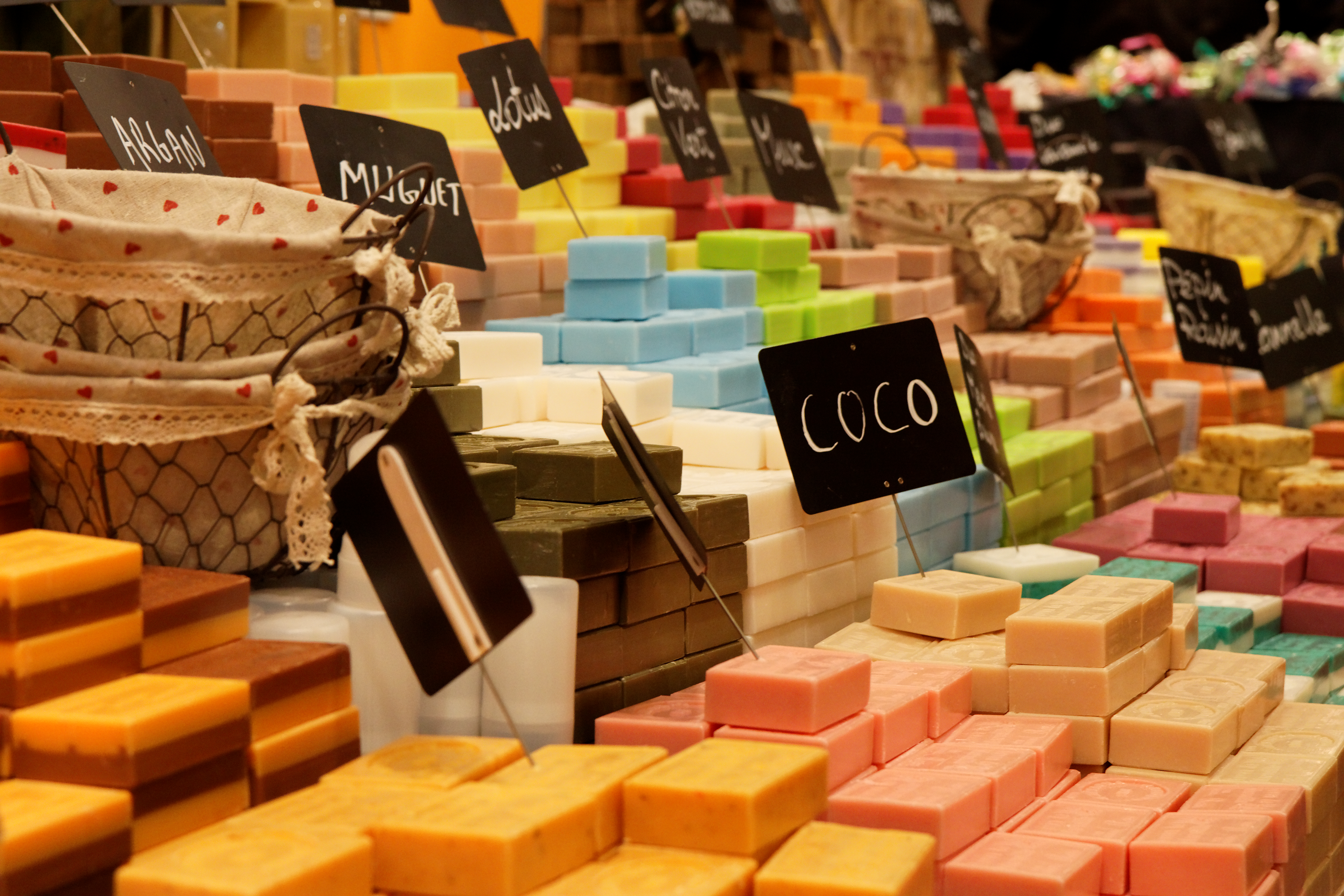
様々な香りの石鹸

脂肪酸の匂いを和らげるため、しばしば香料が加えられるほか、洗濯石鹸を化粧石鹸と区別するために目立つ染料を添加した製品もある。また、化粧石鹸は添加剤による保湿や皮膚への有用性を謳った様々な製品が販売されている。一方、主成分の脂肪酸塩の腐敗やカビの繁殖を防ぐため、ジブチルヒドロキシトルエンなどが保存料として使用される（このため無添加の製品は、変質を防ぐために使用者が配慮する必要がある）。

### 殺菌剤
薬用石鹸の場合、塩化ベンザルコニウム、トリクロサンなどが有効成分となっている。ただし、これらが効果を発揮するにはpHを低くする必要があり、脂肪酸塩ではなく合成界面活性剤（アシルイセチオン酸ナトリウム（スルホン酸類）、アシルグルタミン酸ナトリウムなど）が用いられ、ここでいう石鹸に該当しない可能性が高い。
合成洗剤などにくらべ、5000年の歴史のある自然の石鹸は抗ウイルス作用が強く、高頻度の手洗いによる肌荒れ予防にも優れていることが知られている。

### 法規制
日本の法令体系では、身体洗浄用石けん（浴用、薬用）は医薬品医療機器等法における化粧品と医薬部外品として、家庭用石けん（洗濯用・台所用）は家庭用品品質表示法における雑貨工業品品質表示規程で規格化されている。
医薬品医療機器等法ではすべての原料成分名を表示することが義務付けられているが、家庭用品品質表示法の様な石鹸・洗剤の区分や割合の表示義務はない。また、化粧石鹸の場合は含量の多い順に記載されるが、薬用石鹸は医薬部外品として有効成分とその他の成分を分けることが規定されているため、含量の多寡は明らかではない。化粧石鹸にはJIS規格 (K3301) がある。
家庭用品品質表示法では界面活性剤の種類と含有量により、洗濯用石けんは70 %以上、台所用石けんは60 %以上が脂肪酸塩であることが義務付けられている。含有量の試験方法としては、JISの定める石けん試験方法 (K3304) がある。
| 品名表示   | 表示の対象                                                                                      | 界面活性剤中の 脂肪酸ナトリウム（純石けん分）の割合 |
| ---------- | ----------------------------------------------------------------------------------------------- | --------------------------------------------------- |
| 合成洗剤   | 主な洗浄作用が純石けん分以外の界面活性剤の働きによるもの。                                      | 0 %以上 洗濯用70 %未満 台所用60 %未満               |
| 複合石けん | 主な洗浄作用が純石けん分の界面活性作用によるもので、 純石けん分以外の界面活性剤を含むもの。     | 洗濯用70 %以上 台所用60 %以上 100 %未満             |
| 石けん     | 主な洗浄作用が純石けん分の界面活性作用によるもので、 純石けん分以外の界面活性剤を含まないもの。 | 100 %                                               |

## 環境への影響
石鹸と合成洗剤は、1gあたりの洗浄能力および必要量が全く異なるため、単純比較してはならない。
石鹸が合成洗剤より環境への影響が小さいとされるのは、環境中で石鹸分子の界面活性剤機能が速やかに失われることと、最終分解までの期間が短いことを根拠としている。ただし、石鹸と同じ用途で使われる合成洗剤製品には多様な副成分、添加剤が使われているため、主成分のみの比較ではあまり意味はない。
2014年4月、化学物質の審査及び製造等の規制に関する法律における、リスク評価を優先的に行う必要がある物質（優先評価化学物質）に指定されている。
2014年、界面活性剤の環境特性および影響に関する250以上の論文・報告をまとめた論文が発表され、石鹸を含む界面活性剤は非常に大量に使用され水生環境に広く放出されているものの、現在の使用レベルでは水生環境または底質環境に悪影響を及ぼさないと報告した。

### 毒性
生物細胞は細胞膜表面で重要な物質代謝を行っており、細胞膜は繊細な界面（ここでは水と油が接触する境界面）で成立しており、試験管内での細胞毒性試験で界面活性剤を作用させると機能を失い、死滅する。このため、石鹸や合成洗剤などの界面活性剤は特に水生生物への毒性が強く、環境中に一定濃度以上存在すると生態に悪影響を及ぼすことになる。
しかし、石鹸は硬度成分（カルシウムとマグネシウムイオン）の封鎖により親水性を失い、水に溶けない金属石鹸（石鹸かす）となる。また、バクテリアによる資化で脂肪鎖の親油性も低下しやすい。こうして界面活性力を失うことで、毒性も消失する。
魚毒性試験では、石鹸（脂肪酸ナトリウム）の半数致死量は 100 mg/L 前後と、1-10 mg/L の合成洗剤（LASなど）より弱いものの毒性を持つが、実験室環境なので硬度の供給がなくバクテリア濃度も低いことから、値が小さくなっている。
一方、合成洗剤は硬度の影響を受けない商品としての特長と、安価な合成樹脂を原料とする製品としての特長から、界面活性力が持続して毒性も継続する。代表的な直鎖アルキルベンゼンスルホン酸ナトリウム (LAS) の場合、直鎖末端のアルキル基が酸化されてカルボキシル基となると親油性が大きく低下する。ただし、この反応は底質など酸素の乏しい環境では進行せず、水中の固形物に吸着されて沈殿すると残留しやすい。下水処理で汚泥中に残留するのは、このためである。

### 分解性
石鹸を構成する脂肪酸は、環境中ではバクテリアや水生生物による摂取・分解が積極的に行われる。このため、一時分解性、完全分解性ともに高く、環境中での半減期が短いことから環境負荷が低いとされる。
ただしこのことは、BODが高く水中の溶存酸素の消費速度が大きいことも意味するため、酸素の供給が乏しい止水域では酸欠リスクを強める。また、用水の硬度が高い地域では使用量を増やす必要から、有機物負荷量が高くなる（逆に著しく低い場合は、親水性が残留し毒性低下が遅れる可能性がある）。
一方、合成洗剤 (LAS) の代表的な化合物の場合、BODが47 %と5日間でほぼ半減しているが、石鹸よりは遅いことになる。また、魚の場合体内の半減期が1 - 6日間と資化に時間がかかることから、蓄積性を持つ。

### オイルボール
1997年頃から、東京の海岸に悪臭を帯びた白い油脂塊がみられるようになった。これは、家庭や事業所から排出され下水に流入した油分が、下水内でバクテリアによって脂肪酸となり、下水内のカルシウムイオンと反応してカルシウム石鹸となったものである。オイルボールとも呼ばれる。中国で問題となっている地溝油も同種のものである。主成分は、パルミチン酸、ステアリン酸、ミリスチン酸、オレイン酸等の高級脂肪酸及びその金属塩である。
東京などで採用されている合流式下水道は、大雨時などには未処理の下水が川や海に放流されるという構造を持つ。こうして放流された未処理の下水を越流水と呼ぶ。その中には家庭や事業所からの排出された油分や汚物が含まれているため、オイルボールの原因となっていた。近年では下水設備の改良により減少傾向にある。

## 文化

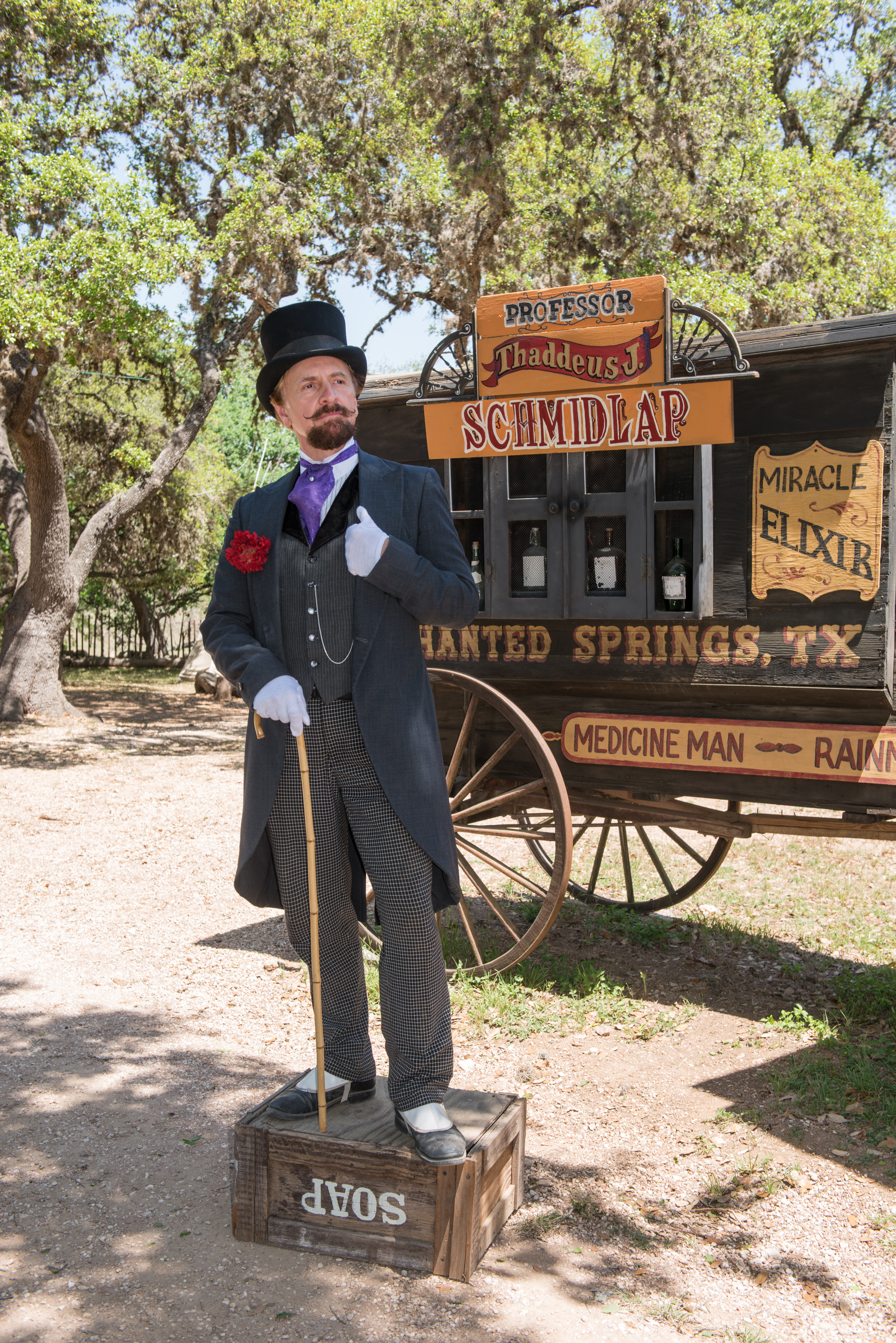
ソープボックスの上でスネークオイル（いかがわしい薬の代表）を売るパフォーマンスを行う役者。「Get off your soapbox（ソープボックスから降りろ！）」と言われる慣用句のヤジなどがある。

日本では、お中元・お歳暮など礼儀上の贈り物として定番商品だが、文化圏によっては身だしなみが悪い、体臭が気になるという忠告・当てこすりの意味に取られる場合があり、配慮が必要。
箪笥に石鹸を入れ衣類への移り香を楽しむ習慣は、芳香剤が普及するまでは石鹸が身近な香料だったことに由来する。現代では、石鹸自体（脂肪酸）の匂いも対象となっている。
受験生に贈ると縁起が悪い（滑る、落ちる）としたり、その逆に厄落としに意味づけるなどの若者文化があった。
学校などでレモン石鹸などの固形石鹸を網袋に入れて蛇口に吊すことが広く行われていたが、カラスが食べるため少なくなった。
固形石鹸の適度な柔らかさを活かし、カービング素材として用いられる。
アニメや漫画では、石鹸を食べてしまったキャラクターが喋ると口からシャボン玉が出る、と言う表現がしばしばある。
石鹸（などのドライグッズ）を問屋や工場から小売店まで運ぶのに使われるソープボックス (soapbox) は、英語圏ではそれをひっくり返して演説などを行う台として使われており、転じて街頭での演説を指す言葉となっている。また、ソープボックスに車輪をつけたものから発展したソープボックスレースも盛んに行われている。

## 製造販売業者
世界
- ユニリーバ - 巨大な多国籍企業。世界で高いシェアを持つ。日本支社はユニリーバ・ジャパン。
- プロクター・アンド・ギャンブル (P&G) - 米国を本拠とした企業で、日本支社はP&Gジャパンで、旧ミツワ石鹸の事業を継承。
- LG生活健康

日本
- 花王
- 牛乳石鹸
- レキットベンキーザー・ジャパン
- サラヤ
- 大山
- ねば塾
- 資生堂
- クラシエ
- コーセー
- ミツエイ
- マックス
- マンダム
- ライオン
- トラスコ
- 地の塩社
- 熊野油脂
- 太陽油脂
- 松山油脂
- 大成合洗
- 第一石鹸
- アルボース
- バスクリン
- フタバ化学
- アース製薬
- カネヨ石鹸
- 玉の肌石鹸
- ミツワ石鹸
- ミヨシ石鹸
- SPRジャパン
- ロケット石鹸
- ヱスケー石鹸
- ペリカン石鹸
- 日本合成洗剤
- マスター
- コープクリーン
- ネイチャーラボ
- まるは油脂化学
- ユーホーニイタカ
- シャボン玉石けん
- 東邦
- フェニックス
- ジャパンゲートウェイ
- キャリア・ステーション
- クロバーコーポレーション
- ジョンソンディバーシー
- NSファーファ・ジャパン
- コスメテックスローランド
- スマイルコスメティックジャパン
- サンスター
- ロート製薬
- 畑惣商店